# Pleymo
Pleymo est un groupe de nu metal français, originaire de Fontainebleau. Il est formé en 1997 par Mark Maggiori, Benoît Julliard, Fred Ceraudo et Mathias Borronquet. Le groupe fut inactif entre 2007 et 2017.

## Biographie

### Débuts (1997–2001)

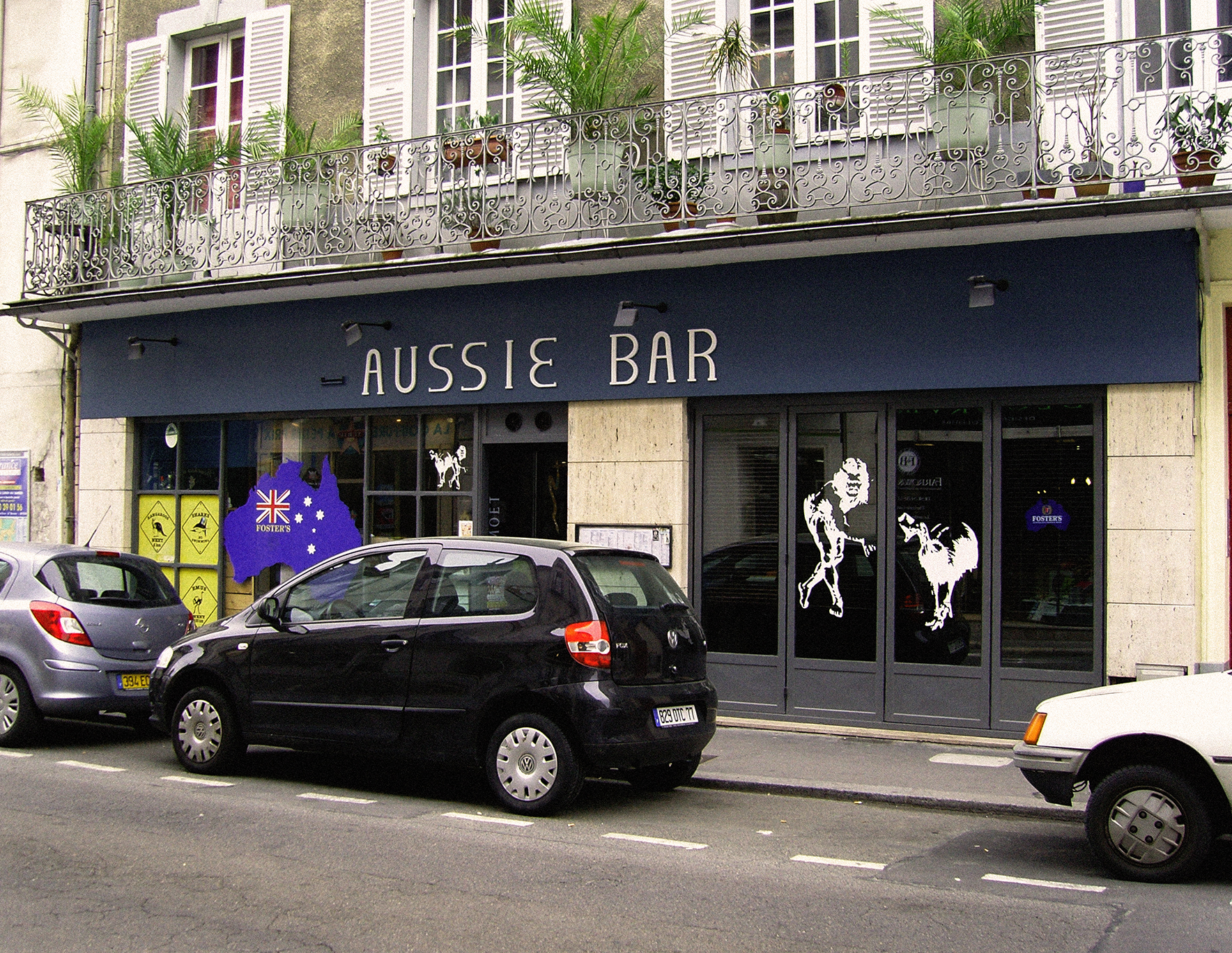
L'Aussie Bar, Fontainebleau

Pleymo est formé en 1997 à Fontainebleau, année durant laquelle il fait ses débuts avec deux démos, comprenant les titres Nawak et Porn. Le groupe comprend à l'origine quatre membres - Marc Maggiori (chant), Benoit Julliard (basse, claviers, chœurs), Fred Ceraudo (batterie), et Mattias (guitare). Le groupe se nomme initialement Pleymobill, en référence aux jouets en plastique. Il est raccourci un an plus tard, en 1998 avec l'arrivée du DJ Frank (Frank Bailleul). L'intégration d'un DJ dans une formation metal n'est pas très commune à l'époque mais c'est une pratique qui s'est répandue depuis dans le rap metal et le nu metal. Le groupe évolue avec l'arrivée d'un second guitariste : Erik de Villoutreys avec qui Pleymo joue son premier concert à l'Aussie bar de Fontainebleau le 28 juin 1998.
Remarqués par le producteur belge Stéphane Kraemer, ce dernier leur fait enregistrer Keçkispasse? en 1999 sous le label Wet Music (Watcha, Artsonic) dans les studios Impuls en Belgique,. L'album est publié le 15 juin 1999, et se vend à 10 000 exemplaires en 18 mois,.

### Episode 2: Medecine Cake(2002)
En 2002, le groupe publie l'album Episode 2 : Medecine Cake, conçu avec plus de temps et plus de moyens que Keçkispasse ?. La chanson New Wave, tirée de l'album, est incluse dans le jeu vidéo Rock Band. Le groupe passe au label Epic Records, et se fait également connaître en Belgique, au Luxembourg, en Suisse, au Royaume-Uni, au Japon (où ils effectuent une série de concerts en 2002 et quelques dates en 2004) avec la version anglaise du CD, Doctor Tank's Medicine Cake. Ils font la première partie de Slipknot en février 2002 au Zénith de Paris avec American Head Charge,.
Leur style musical est une fusion de hip-hop et de metal avec quelques éléments de musique électronique et de cris typés punk hardcore qui, plus tard, prendra un courant plus rock tout en gardant un aspect metal. Une part de leur succès est aussi due à leur proximité avec le public : ils tournent dans toute la France dans de petits cafés ou de grandes salles. Le groupe reste accessible, et ne met pas d'obstacle aux rencontres avec son public après les concerts ou dans les showcases. Pleymo fait également partie de la Team Nowhere créée en 1998, comprenant notamment Enhancer mais aussi Vegastar et Wünjo et anciennement AqME et Noisy Fate dont certains membres chantent avec Pleymo sur leurs albums. Ce collectif est formé dans le but d'étendre le style typique de la Team Nowhere.

### Rock(2003–2005)

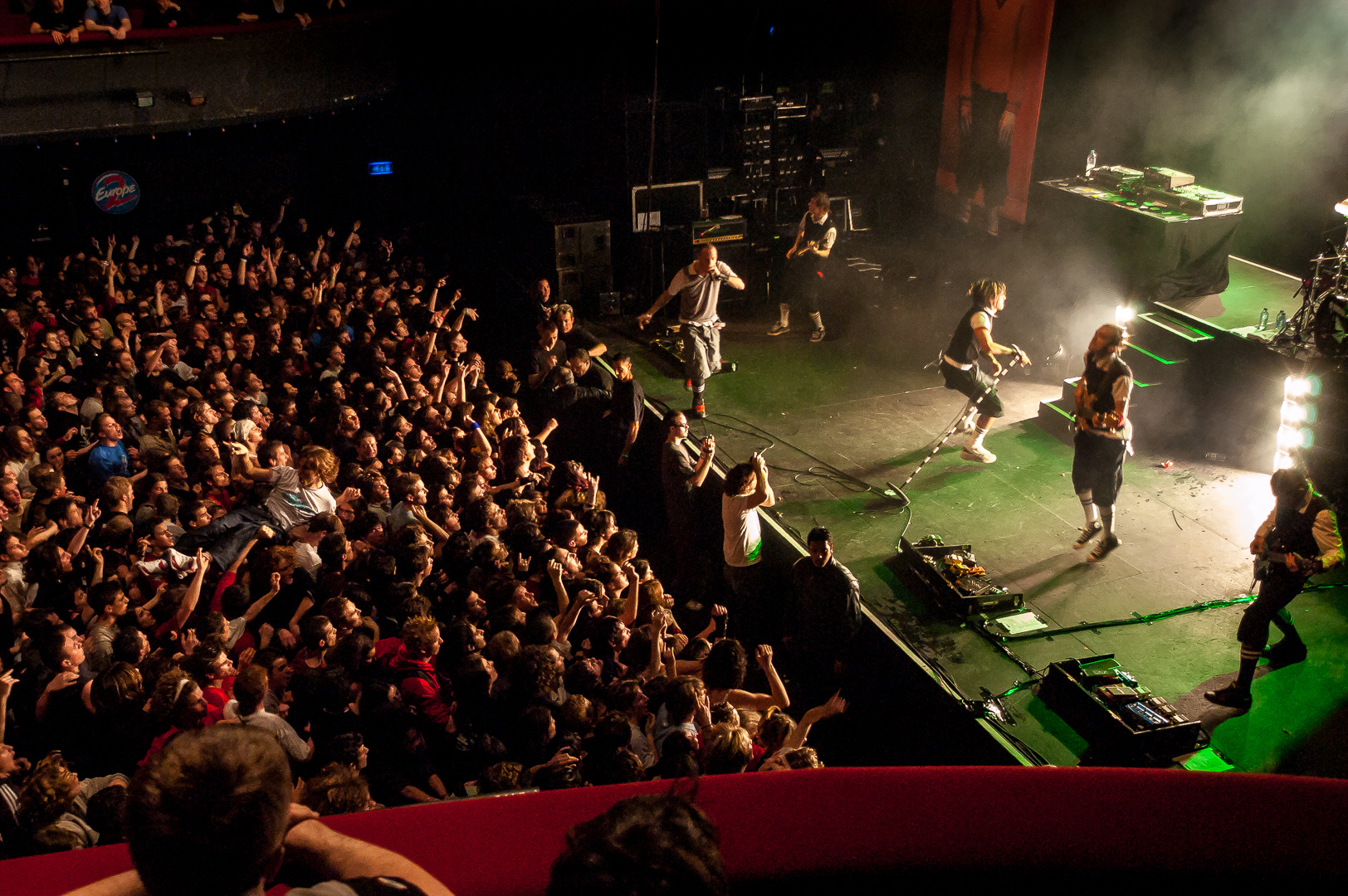
Pleymo, Olympia en 2004.

Pleymo devient à cette période un groupe reconnu. Ils enchaînent les tournées à l'étranger et les couvertures de magazines. La sortie de leur nouvel album Rock, enregistré dans les studios ICP de Bruxelles, leur donne un nouveau souffle : même si certains fans ne s'y reconnaissent plus, ils s'en font de nouveaux. L'album Rock leur vaut une nomination aux Victoires de la musique 2004 dans la catégorie « Album pop, rock de l'année », ainsi qu'aux MTV Music Awards. Rock est certifié disque d'or en France en 2005.
Cet album est plus conforme que ses prédécesseurs à ce qu'on attend d'un groupe de rock et d'aucuns diront qu'il déshonore la Team Nowhere. Après la sortie de Rock, le groupe effectue une tournée qui aboutit à un CD et DVD live du concert au Zénith de Paris, tous deux intitulés Ce soir c'est grand soir, et une réédition du CD Rock (avec une nouvelle chanson : On ne changera rien écrite avec Ben du groupe Kyo, bon ami de Marc). 
Le groupe passe désormais à la télévision et à la radio ce qui a eu pour effet d'attirer de nombreuses critiques auxquelles le groupe répond par la chanson single citée plus haut. Pleymo signe également une partie de la bande originale du film fantastique russe Night Watch avec la chanson Rock,

### Alphabet Prisonet pause (2006–2007)

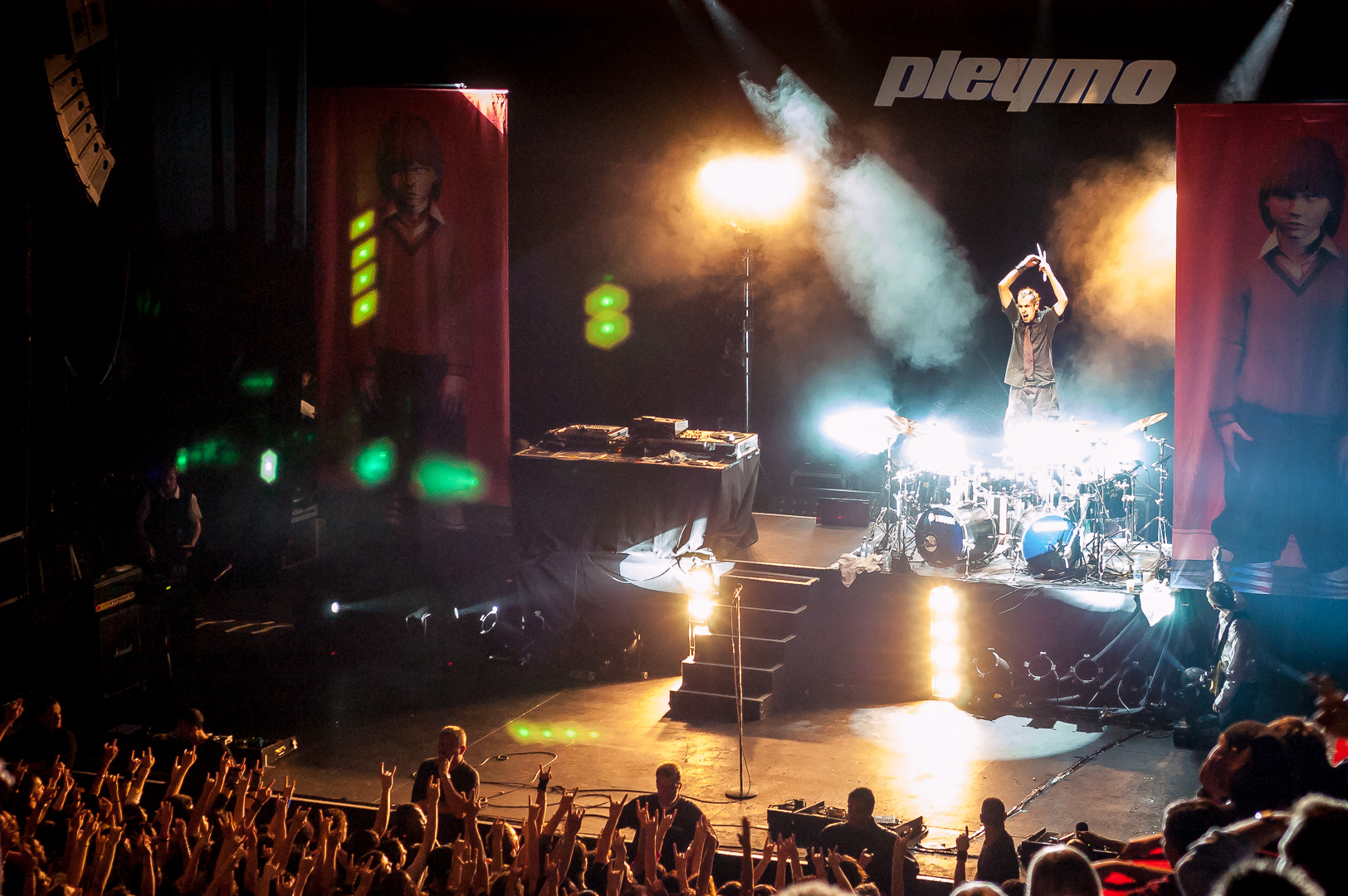
Pleymo, Olympia en 2004.

Les six membres reviennent le 9 octobre 2006 avec Alphabet Prison, un album synthétisant tout ce que le groupe fait à ce jour, un mélange de titres plus calmes (Un parfum nommé 16 ans) et plus bruts (Zéphyr, morceau le plus violent de cet album). L'édition limitée de l'album, contenant un DVD bonus (une heure  de « conneries » et le clip d'Adrenaline) et un livre de 147 pages écrit par Marc. Cette édition s'est écoulée à 5 000 exemplaires dès le jour de la sortie de l'album. Le livre raconte l'histoire d'Helmet Boy, jeune garçon rattrapé par la violence de la rue. Cette histoire sert notamment de support pour plusieurs chansons de l'album (Galaxie Autarcique, Sept). 
Sept est incluse dans le jeu vidéo Guitar Hero 2 comme titre téléchargeable pour Xbox 360 uniquement. Le titre Vanité, ouverture du disque, semble quant à lui être une réponse directe de Marc à ceux qui l'avaient critiqué dans l'affaire Catsuka, dans laquelle il était prouvé qu'il avait plagié un grand nombre d'œuvres dans la plupart des travaux artistiques pour lesquels il a été rémunéré. Marc ne lésine pas sur les mots dans cette chanson (« Lancez moi des pierres, à 1 000 contre un seul, ma vanité me sert et me protège de vos sales gueules. [...] je vous tourne le dos, je suis déjà loin. [...] Et alors? C'est ma vie, c'est mon puzzle. Et alors ? Il n'en tient qu'à moi seul. »). Alphabet Prison fait partie des 10 premières ventes d'album en France dès la semaine de sa sortie. Au classement Fnac la même semaine, l'édition collector se loge à la 3e place tandis que l'édition classique est juste derrière en prenant la 4e place des 100 albums les plus vendus après Renaud et Evanescence[réf. nécessaire].
En 2007, leur premier album, Keçkispasse? est réédité par le label Epic Records. Pleymo annonce sa séparation, et Mark confirme cette nouvelle lors de leur dernier concert au Sziget Festival à Budapest, le 11 août 2007. « On s'est donné rendez-vous dans quelques années... » (RockMag) Mark part vivre à Los Angeles où il réalisera un long métrage, Franck quant à lui partira aux États-Unis pour faire connaitre sa marque Kill et dans la production, Benoît jouera dans un nouveau groupe, Empyr, qui comporte un membre de Watcha, de Vegastar et l'ancien chanteur de Kyo, Fred monte un nouveau projet s'appelant Hewitt, Davy continue avec Enhancer et Lula Fortune. Quant à Erik il n'a encore dévoilé aucun projet. Mais il continue toutefois à travailler dans le graphisme. Franck annoncera que le DVD de la tournée d'Alphabet Prison sortira prochainement dans les bacs, et peut être accompagné d'un album photos. Sur scène, Pleymo provoque à chaque concert des Braveheart (ou Mur de la mort), pratique popularisée par le groupe de hardcore new-yorkais Sick of It All.

### Tournée des 20 ans du groupe (2017-2018)
Le 29 mars 2017, le groupe annonce sa reformation pour une tournée Pleymo Revival Tour célébrant les 20 ans du groupe. La page Facebook est créée le jour-même et recueille des milliers de fans en quelques heures. Une date à Le Trianon de Paris est annoncée pour le 23 mars 2018. Le concert devient complet en seulement 4 heures après l'ouverture de la billetterie. L'engouement pour la reformation du groupe est omniprésent et Pleymo annonça dans la foulée une nouvelle date parisienne une semaine après le Trianon mais cette fois à l'Olympia[réf. nécessaire] suivi d'une dizaine de dates à travers la France, ainsi qu'une date en Belgique et deux dates en Russie. Les fans répondent présents sur l'ensemble de cette tournée et certains concerts seront même à guichet fermé.
Le 23 février 2018, le groupe sort une compilation format vinyle en édition limitée. 500 exemplaires sont mis en vente et sont tous vendu en moins de 48h. À l'été 2018, le groupe est programmé dans une dizaine de festivals aux quatre coins de la France, notamment au Hellfest.

## Membres

### Membres actuels
- Mark Maggiori – voix (1997–2007, 2017-2018)
- Erik de Villoutreys – guitare, chœurs (1998–2007, 2017-2018)
- Davy Portela – guitare, sample (1999–2007, 2017-2018)
- Benoit Julliard – basse (1997–2007, 2017-2018)
- Fred Ceraudo – batterie (1997–2007, 2017-2018)
- Franck Baileul – scratches, séquenceur (1998–2007, 2017-2018)

### Anciens membres
- Mathias Borronquet – guitare (1997–1998)
- Matthieu Gibson – guitare (1998)

## Discographie

### Album live
- 2005 : Ce soir c'est grand soir (double DVD)

## Vidéographie
- 1999 : Yallah
- 1999 : Blöhm
- 2002 : New Wave
- 2002 : United Nowhere
- 2003 : Divine Excuse
- 2003 : Moddadiction
- 2004 : On ne changera rien
- 2005 : Rock
- 2006 : Adrénaline
- 2006 : L'instinct et l'envie